# NGC 1941
NGC 1941 is een emissienevel in het sterrenbeeld Goudvis. Het hemelobject werd op 20 december 1835 ontdekt door de Britse astronoom John Herschel.

## Synoniemen
- ESO 85-EN79